# سنوك هرخرونيه
كريستيان سنوك هرخرونيه وأحياناً يُكتب اسمُ عائلته في بعض المصادر العربية هورغرونيي أوهور جرونيه أوهرخونيه والنطق الصحيح المُشَكَّل (كِرِسْتِيَانْ سنُوُك هِرْخُرُونْيَهْ) (بالهولندية:Christiaan Snouck Hurgronje) عاش فيما بين (8 شباط / فبراير 1857م – 26 حزيران / يونيه 1936م) الموافق لـ (1273هـ - 1355ه‍ ) بلغ الثمانين عامًا. وقد كان مستشرقًا هولنديًا، وباحثًا في ثقافات ولغات الشعوب الشرقية، ومستشاراً في شؤون الشعوب في الحكومة الاستعمارية في الهند الشرقية الهولندية (الآن إندونيسيا).
ولد في أوسترهاوت في عام 1857م، وبدأ دراسة اللاهوت في جامعة لايدن في عام 1874م. ثم تخصص بقسم اللغات السامية وحصل على الدكتوراه من جامعة لايدن في عام 1880م، وكان عنوان أُطروحته البحثية  (باللغة الهولندية: Het Mekkaansche Feest) وترجمتها (باللغة العربية: الاحتفالات أوالمراسم المكية) ويُقصد بها ما كان يُقام في مكة آنذاك من احتفالات ومراسم. أصبح أستاذًا ومحاضرًا في جامعة لايدن في عام 1881م. كان طليقًا في اللغة العربية ومتقنًا للغة الآتشيه. 
في عام 1888 أصبح عضواً في الأكاديمية الملكية الهولندية للفنون والعلوم. ثم أصبح في عام 1889م أستاذًا لعائلة اللغات الملايوبولينيزية (التي تضم عدة لغات مثل الإندونيسية والماليزية والآتشية) في جامعة ليدن ومستشارًا للحكومة الهولندية في شؤون السكان الأصليين. وفي عام 1891م انتقل إلى العمل في إندونيسيا لخدمة الاستعمار الهولندي حيث عمل مستشاراً لإدارة المستعمرات. 

## مرحلة الدراسة

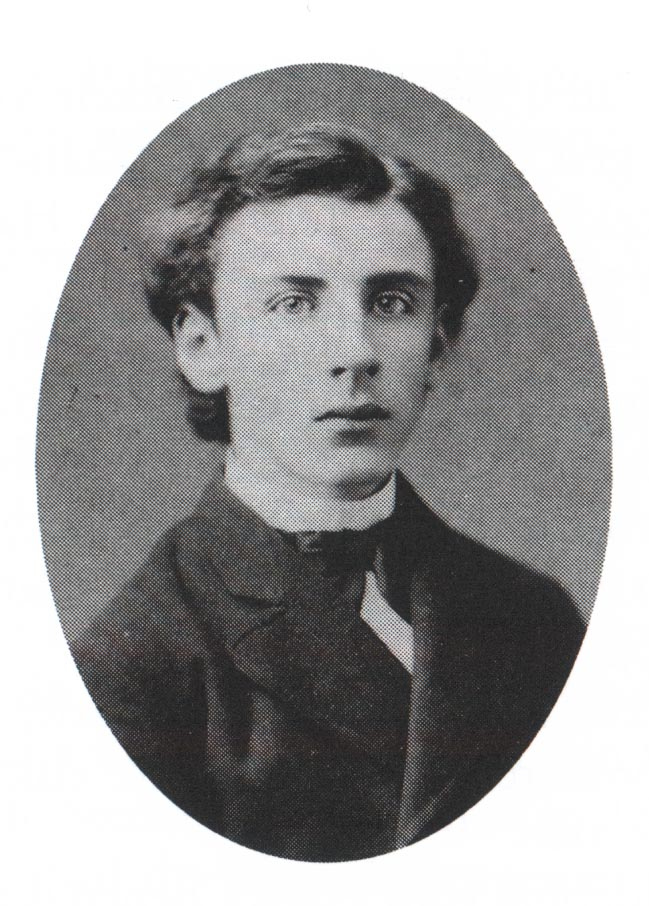
كريستيان سنوك في شبابه

أبرز من أثر على سنوك هرخرونيه في مرحلة دراسته هما:
- ثيودور نولدكه.
- دي خويه.[6]

## رحيله إلى مكة
كان هناك هدفين وضعهما هرخرونيه نصب عينيه عندما سافر إلى البقاع المقدسة تتلخص في التالي:-
- أن يدرس الإسلام واللغة العربية عن قرب بعيدًا عن آراء الآخرين من المستشرقين حتى يكون رؤيته الخاصة.
- أن يعرف كيف يؤثر الحج على الحجاج الإندونيسيين حيث أنهم بعد الحج يرجعون ثائرين على الاستعمار.[7]

### قدومه
أقام في جدة سنة 1884م سبعة أشهر تزعم بعض المصادر أنه أتقن اللهجة الحجازية وأسلم واختتن.

#### إسلامه
قابل قاضي جدة، الشيخ إسماعيل اغا  ، وأخبره برغبته الدخول في الإسلام طمعًا في نيل رضاه لدخول مكة. قام القاضي بزيارة خورنيه في مسكنه، وسجل إشهار الإسلام، وتسمى كريستيان يومها بعبد الغفار.

### دخوله مكة
دخل مكة ومكث بها، في سوق الليل خمسة أشهر، مدعيًا دراسة الإسلام واللغة العربية. حيث درس على أيدي علماء مكة.وبقي في مكة حتى أغسطس 1885م.

#### اكتشاف أمره

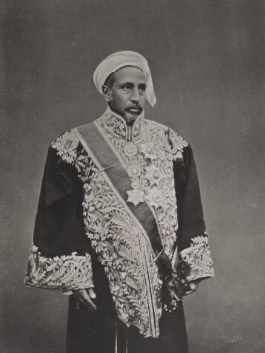
شريف مكة آنذاك عون الرفيق.
تصوير: كريستيان سنوك هرخرونيه

#### العلاقات التي كُونت في مكة

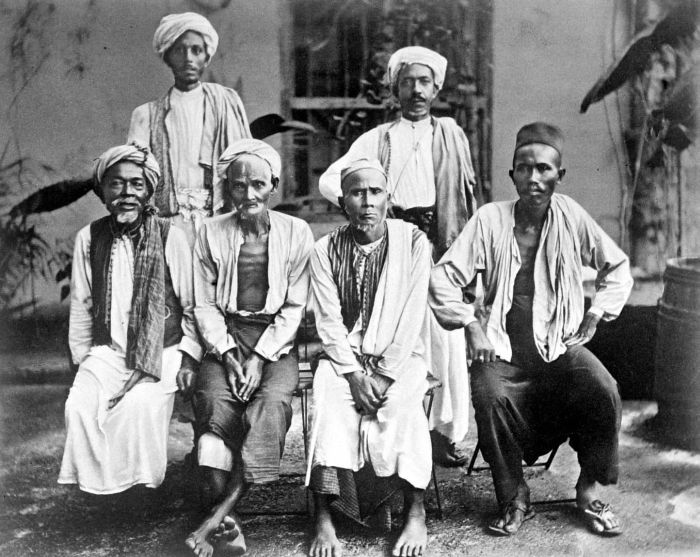
حجاج من آتشيه في طريقهم إلى مكة المكرمة. التقطها سنوك هورغرونيي في القنصلية الهولندية في جدة، عام 1884م.

### دور الكنائس والاستعمار في جزر الهند الشرقية الهولندية

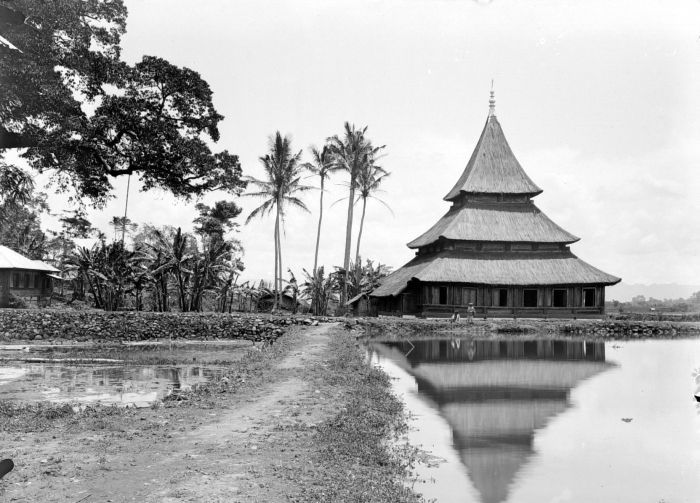
مسجد في جزر الهند الشرقية الهولندية فيعام 1900م.

## هرخرونيه في جزر الهند الشرقية الهولندية

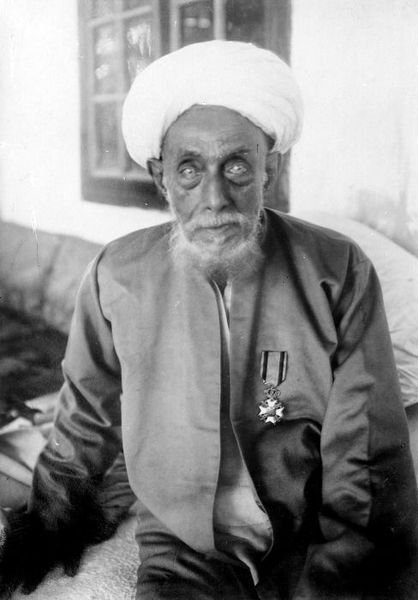
حبيب عثمان بن يحيى مفتي بيتافيا (جاكرتا حاليًا)

## السنوات الأخيرة من عمر هرخرونيه

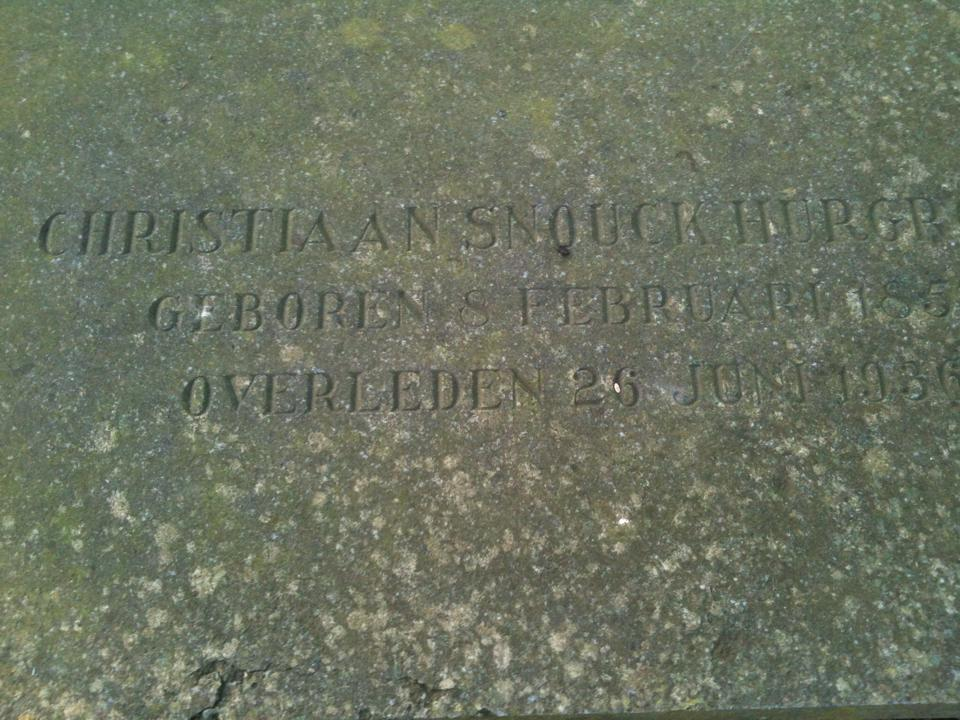
شاهد قبر هرخونيه خورسيه في لايدن في هولندا

## وفاته

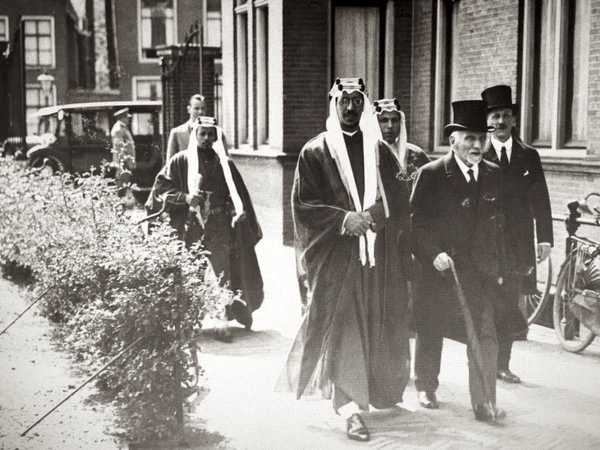
الملك سعود في زيارة لجامعة لايدن وبرفقته المستشرق هرخونيه (على يمين الملك) التقطت الصورة عام 1936 م في نفس العام الذي تُوفي فيه هرخونيه

## أرشيف وبحوث ورسائل كريستيان سنوك هرخرونيه

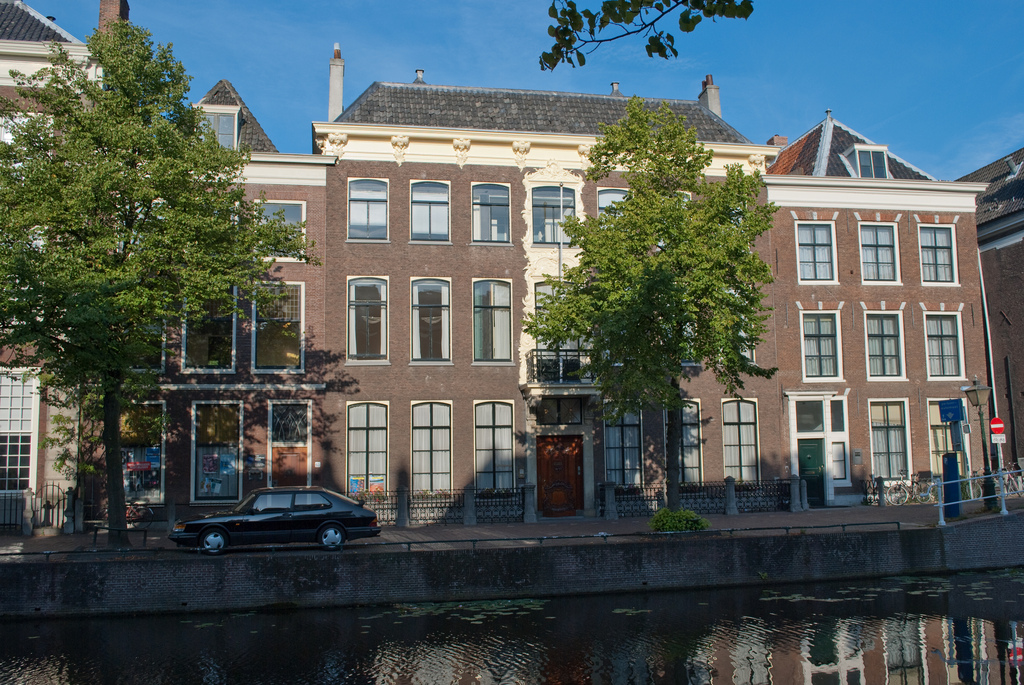
منزل سنوك الذي تُبرع به لجامعة لايدن

## صور من التقاط كريستيان سنوك هرخرونيه

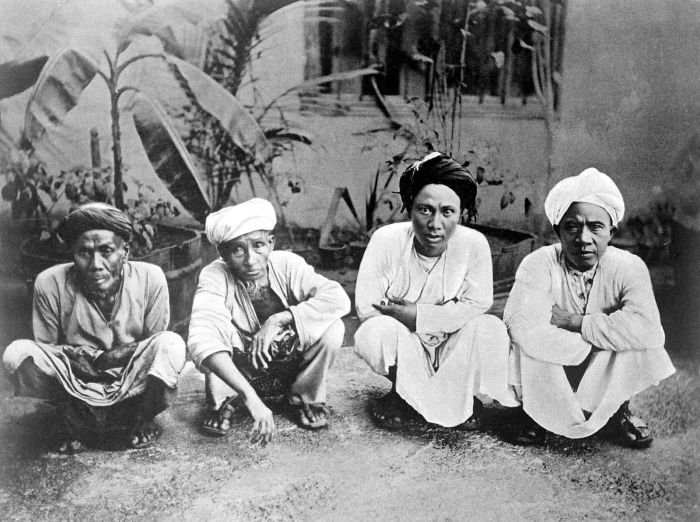
حجاج مسلمين من فلمبان (مدينة في جنوب جزيرة سومطرة الإندونيسية) في طريقهم إلى مكة المكرمة.
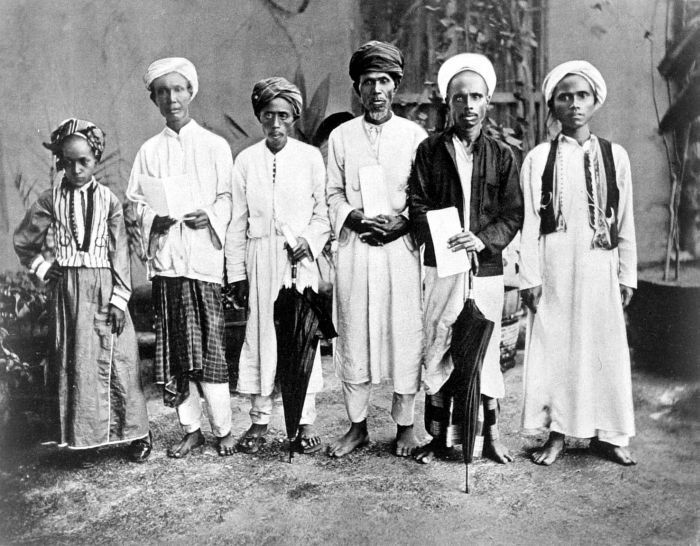
حجاج مسلمين من أمبون في طريقهم إلى مكة المكرمة.
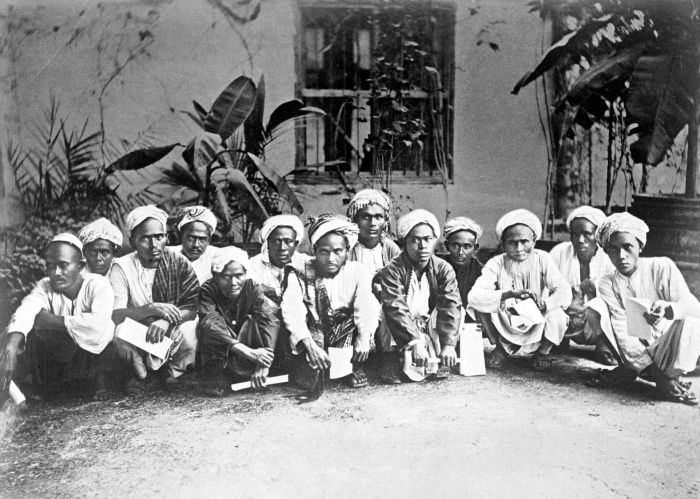
صورة أخرى لحجاج من سومطرة في طريقهم إلى مكة المكرمة.